# Andrzej Baran (generał)
Andrzej Baran (ur. 2 lutego 1949) – generał dywizji Wojska Polskiego.

## Życiorys
W latach 1969–1973 był podchorążym Wyższej Szkoły Oficerskiej Wojsk Zmechanizowanych im. Tadeusza Kościuszki we Wrocławiu. Na pierwsze stanowisko służbowe – dowódcy plutonu ochrony i regulacji ruchu – został skierowany do 12 Dywizji Zmechanizowanej im. Armii Ludowej w Szczecinie. Wkrótce potem objął dowództwo kompanii ochrony i regulacji ruchu w tej jednostce. W latach 1979–1982 był słuchaczem Akademii Sztabu Generalnego im. gen. broni Karola Świerczewskiego w Rembertowie. W 1982 roku, po ukończeniu akademii i uzyskaniu tytułu oficera dyplomowanego został aspirantem w Inspekcji Sił Zbrojnych w Warszawie. Następnie był szefem sztabu – zastępcą dowódcy 5 Kołobrzeskiego pułku zmechanizowanego im. Otokara Jarosza w Szczecinie.
Od 1986 do 1991 dowodził jednostkami podległymi 8 Drezdeńskiej Dywizji Zmechanizowanej im. Bartosza Głowackiego, początkowo 28 Sudeckim pułkiem zmechanizowanym w Kołobrzegu, a po jego rozwiązaniu w 1991, 32 Budziszyńskim pułkiem zmechanizowanym im. Hansa Beimlera w Kołobrzegu. Jeszcze w tym samym roku objął funkcję szefa sztabu – zastępcy dowódcy 8 Dywizji Zmechanizowanej, po reorganizacji w 1994 8 Dywizji Obrony Wybrzeża w Koszalinie. Na przełomie 1993 i 1994 roku ukończył Podyplomowe Studia Operacyjno-Strategiczne w Akademii Obrony Narodowej w Rembertowie.
W latach 1995–2000 był kolejno zastępcą szefa Zarządu Operacyjno-Strategicznego Sztabu Generalnego Wojska Polskiego w Warszawie, dowódcą 2 Pomorskiej Dywizji Zmechanizowanej im. Generała Jana Henryka Dąbrowskiego w Szczecinku i dowódcą 8 Bałtyckiej Dywizji Obrony Wybrzeża im. Bartosza Głowackiego w Koszalinie. W 2000 został szefem Sztabu, a w 2003 szefem Szkolenia w Dowództwie Wojsk Lądowych w Warszawie. W 2006 roku objął stanowisko dyrektora Departamentu Kontroli Ministerstwa Obrony Narodowej. W 2009 roku został przeniesiony w stan spoczynku.

## Ordery i odznaczenia
- Krzyż Kawalerski Orderu Odrodzenia Polski (1999)[1]
- Złoty Krzyż Zasługi
- Złoty Medal „Siły Zbrojne w Służbie Ojczyzny”
- Srebrny Medal „Siły Zbrojne w Służbie Ojczyzny”
- Brązowy Medal „Siły Zbrojne w Służbie Ojczyzny”
- Złoty Medal Za zasługi dla obronności kraju
- Srebrny Medal Za zasługi dla obronności kraju
- Brązowy Medal Za zasługi dla obronności kraju